# 포틀랜드 팀버스
포틀랜드 팀버스(Portland Timbers)는 메이저 리그 사커에 소속된 미국의 프로축구단이다. 오리건주 포틀랜드를 연고지로 하고 있으며 프로비던스 파크를 홈구장으로 사용하고 있다.

## 역사
2009년 3월 20일에 창단되어 2011년부터 리그에 참가하고 있으며 클럽 명칭에서 "팀버스(Timbers)"는 목재산업으로 유명한 연고지 포틀랜드의 지역 연고성을 상징한다.
과거에는 USL 퍼스트 디비전 소속이었으며 2군 팀으로 포틀랜드 팀버스 U23s을 두고 있다.

## 우승 기록
- MLS컵
  - 우승: 2015
  - 준우승 (2): 2018, 2021
- 서부 콘퍼런스 (플레이오프)
  - 우승 (3): 2015, 2018, 2021
- 서부 콘퍼런스 (정규 시즌)
  - 우승 (2): 2013, 2017
- MLS 이즈 백 토너먼트
  - 우승: 2020

## 선수단

### 현재 소속 선수 명단
참고: FIFA 자격 규정에 따라 소속된 국가대표팀 국기를 표시합니다. 선수는 복수의 FIFA 비회원국 국적을 가지고 있을 수 있습니다.
| 번호 | 포지션 | 국적     | 이름        |
| ---- | ------ | -------- | ----------- |
| 21   | MF     | 콜롬비아 | 디에고 차라 |

| 번호 | 포지션 | 국적 | 이름 |
| ---- | ------ | ---- | ---- |

## 역대 감독
| 감독    | 임기   |
| ------- | ------ |
| 필 네빌 | 2023 ~ |

## 홈경기장
| 경기장          | 사용기간    | 장소              | 팀명            | 비고                                                |
| --------------- | ----------- | ----------------- | --------------- | --------------------------------------------------- |
| 프로비던스 파크 | 2009년~현재 | 오리건주 포틀랜드 | 포틀랜드 팀버스 | PGE 파크 (2009년~2010년) 젤드웬 필드(2011년~2014년) |

## 포틀랜드 팀버스 U23s
포틀랜드 팀버스 U23s는 포틀랜드 팀버스의 2군 팀이다. 홈구장은 프로비던스 파크를 사용하며 USL 프리미어 디벨로프먼트 리그에 참가하고 있다. 2010년에는 무패를 달성하였고 결승전에서 선더베이 칠을 4:1로 꺾고 우승을 차지하였다.

## 유나이티드 사커 리그제휴팀
- 포틀랜드 팀버스 2 (포틀랜드, 오리건)

## 같이 보기
- 포틀랜드 팀버스 (1975년)
- 포틀랜드 손스 FC